# Ergótimos

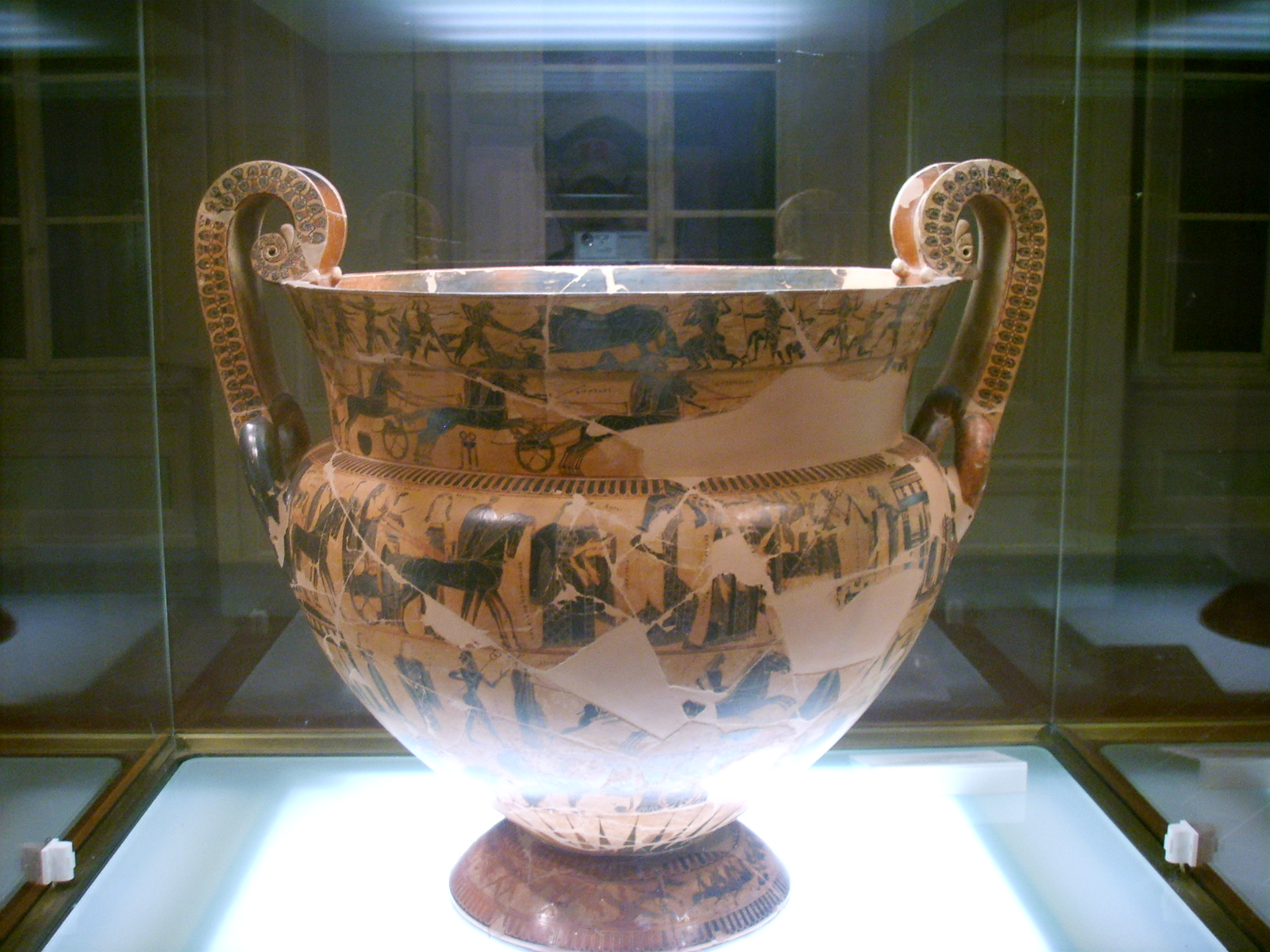
Vaso François hecho por Ergótimos, c. 570 a. C. Museo Arqueológico Nacional de Florencia.

Ergótimos fue un alfarero, autor de vasos griegos de cerámica de figuras negras, probablemente originario de Atenas, era propietario de un taller de cerámica donde colaboró con el pintor Clitias. Su actividad se remonta al 570-540 a. C.

Su nombre saltó a la fama tras el descubrimiento de varias obras de cerámica (y sus fragmentos) firmadas por ambos artistas, entre ellas la Copa de Gordio, conservada en el Museo Estatal de Berlín:
(Berlín VI 4604) con la inscripción:
| na jednej strane – ΕΡΓΟΤ[ΙΜΟΣ ΜΕΠΟΙ]ΕΣΕΝ Por el otro lado– [ΚΛΙΤ]ΙΑΣ ΜΕΓΡΑΦΣΕΝ | traducción:Ergótimos me hizo Clitias me pintó. |

- texto en griego antiguo.
Sus firmas también se encuentran en varios fragmentos de cerámica encontrados en Naucratis y en una crátera conocida como Vaso François (llamado así por su restaurador Alexandre François), que se encontró en una tumba etrusca en Chiusi en 1844. La hermosa forma (que imita directamente las vasijas de bronce) y, en especial, la decoración de esta crátera son un gran ejemplo de la maestría de estos artistas. Su circunferencia máxima mide unos dos metros; la decoración, dispuesta en seis frisos superpuestos, tiene doscientas figuras (identificables gracias a inscripciones) de escenas épicas y mitológicas. Esta crátera y otras obras de este dúo creativo ciertamente no eran la producción habitual de los talleres áticos y, por lo tanto, se exportaron hasta Etruria.
En cuanto a su taller, floreció incluso después de su muerte, ya que se han encontrado cerámicas firmadas por su hijo Euqueiro.